# Robert Sastre

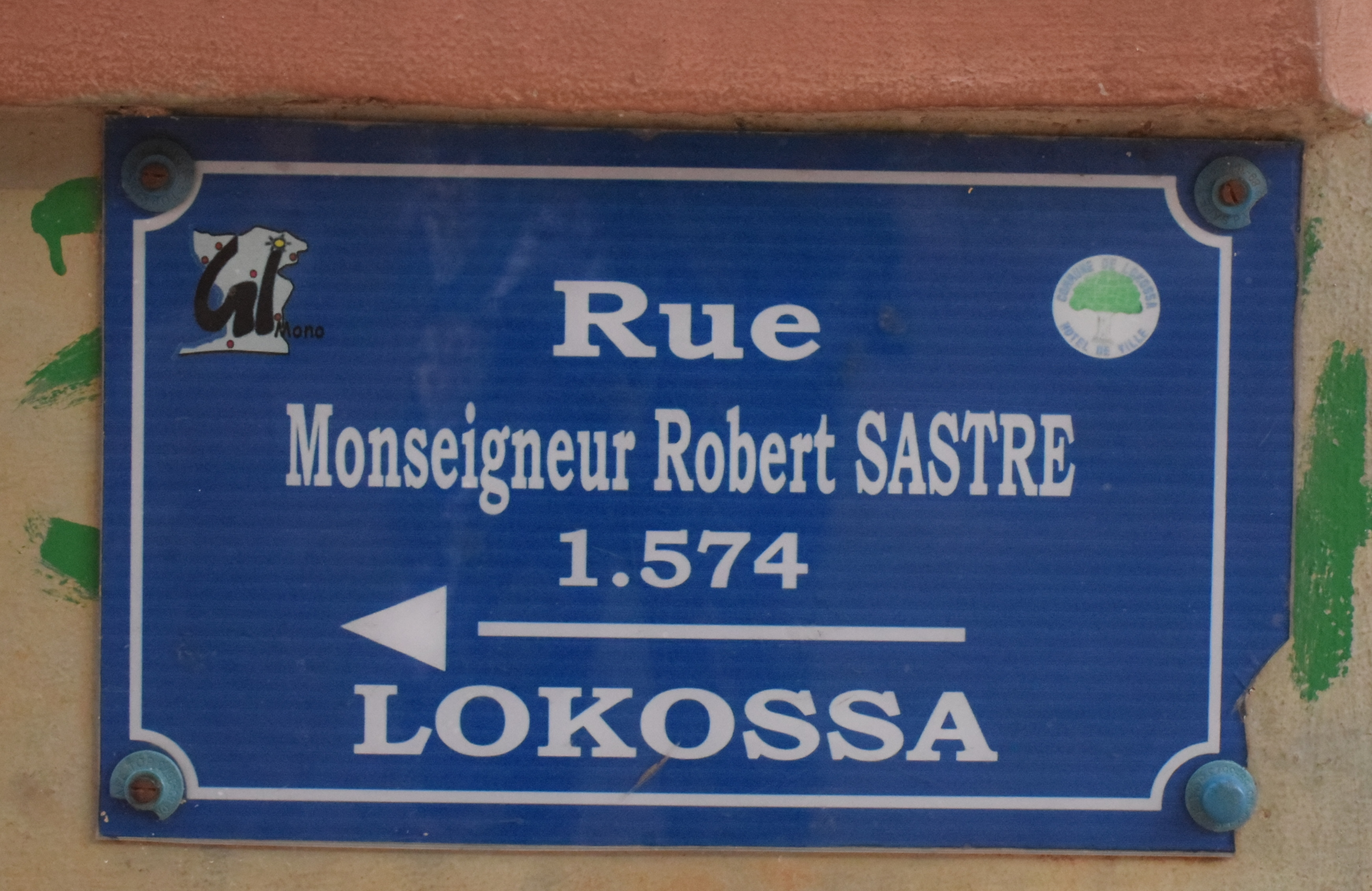
Saint-Pierre-Claver-Kathedrale, Lokossa in Benin

Robert Sastre (* 7. Juni 1926 in Grand-Popo, Mono, Benin; † 16. Januar 2000) war ein beninischer Geistlicher und römisch-katholischer Bischof von Lokossa.

## Leben
Robert Sastre empfing am 21. Dezember 1952 das Sakrament der Priesterweihe.
Am 2. März 1972 ernannte ihn Papst Paul VI. zum Bischof von Lokossa. Der beigeordnete Sekretär der Kongregation für die Evangelisierung der Völker, Kurienerzbischof Bernardin Gantin, spendete ihm am 6. August desselben Jahres die Bischofsweihe; Mitkonsekratoren waren der Erzbischof von Cotonou, Christophe Adimou, und der Bischof von Lomé, Robert-Casimir Dosseh-Anyron.